# Emin Kar
Pour les articles homonymes, voir Kar.
Emin Kar né le 1er janvier 1960 à Trabzon en Turquie, est un footballeur turc évoluant au poste de défenseur. 
À la suite d'un accident causant la mort de plusieurs joueurs de l'équipe de Samsunspor, Emin Kar subit une grave blessure, ce qui le pousse à prendre sa retraite de footballeur. Il devient plus tard président du Samsunspor,.

## Palmarès
Avec le club Samsunspor en Turquie, il est finaliste de la coupe de turquie en 1987-1988.
En 1981-1982 et en 1984-1985, il est champion du championnat de Turquie de deuxième division.